# Zgrupowanie „Żaglowiec”

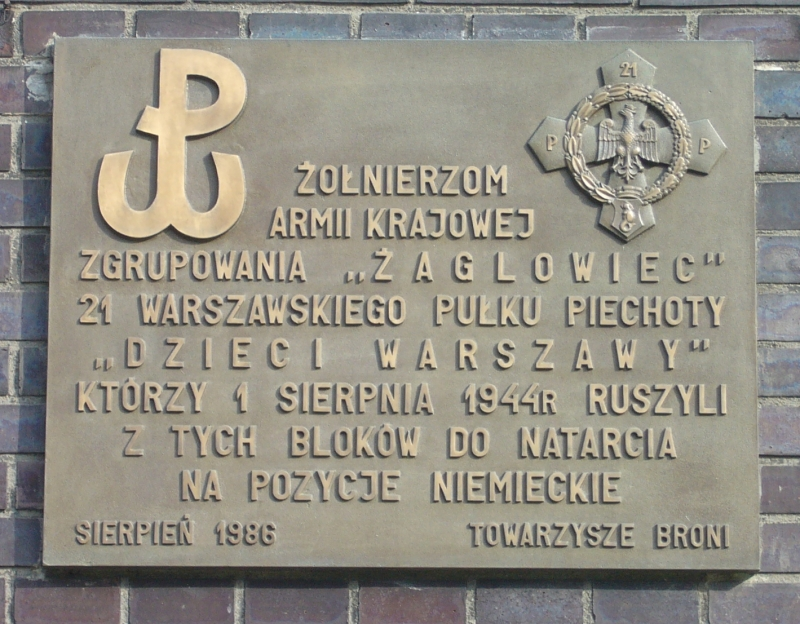
Tablica poświęcona pamięci żołnierzy zgrupowania AK „Żaglowiec” umieszczona w miejscu koncentracji oddziałów 1 sierpnia 1944 r. przy ul. Dymińskiej 10

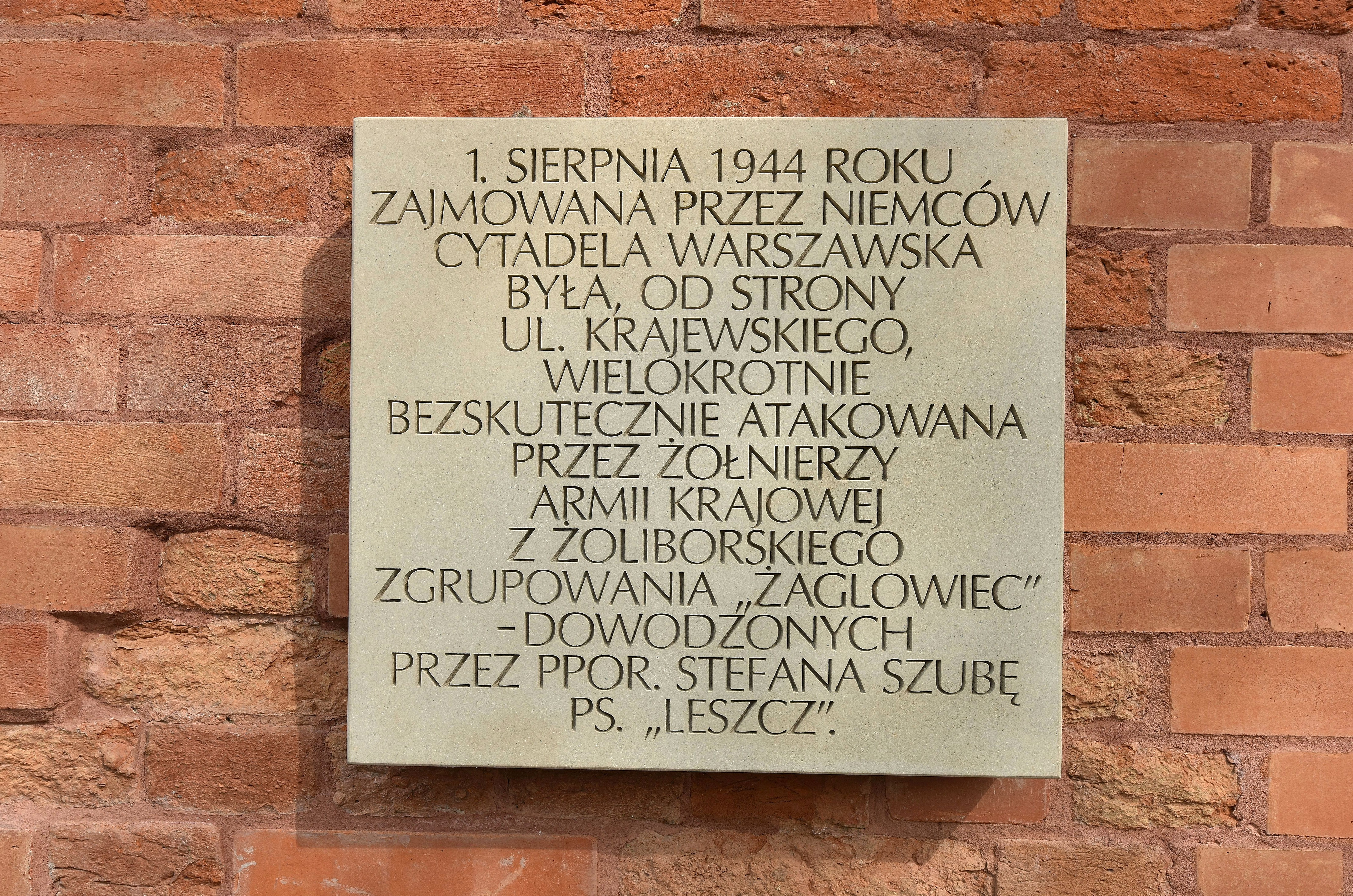
Tablica pamiątkowa na murze Cytadeli Warszawskiej (od strony ul. Krajewskiego)

Zgrupowanie „Żaglowiec” – konspiracyjne oddziały kadrowe 21 Pułku Piechoty „Dzieci Warszawy” działające od października 1939. Od 1940 podporządkowane Związkowi Walki Zbrojnej i wcielone jako Rejon I Obwodu Żoliborz ZWZ-AK, kryptonim „1/17”, XXII-21”. Od 1 sierpnia 1944 oddziały walczyły w powstaniu warszawskim jako Zgrupowanie „Żaglowiec”. Od 9 sierpnia do 30 września ponownie jako 21 Pułk Piechoty „Dzieci Warszawy”.

## Historia
Po kapitulacji Warszawy, na rozkaz dowódcy 21 pułku piechoty płk. Stanisława Sosabowskiego, w połowie października 1939, podjęto działania organizowania pułku w konspiracji. Z uwagi na poszukiwania płk. Sosabowskiego przez Gestapo zmuszony był do opuszczenia kraju. Przed wyjazdem upoważnił do dalszych działań mjra Stefana Obrębowskiego, dowódcę 3 batalionu pułku, który jednak został zatrzymany w szpitalu i wywieziony do obozu jenieckiego. Działania organizacyjne podjął chor. Stefan Szuba. Początkowo zorganizowano zawiązki trzech kadrowych batalionów.
We wrześniu połowie 1940 struktury pułku zostały podporządkowane dowódcy Obwodu Żoliborz ZWZ mjr. Mieczysławowi Niedzielskiemu „Boruta”. Wraz z rozwojem Obwodu struktury zostały przyporządkowane Rejonowi 1 Obwodu. Dotychczasowe zawiązki batalionów zostały przekształcone w plutony:
- Pluton 201 – dowódca por. Eugeniusz Muszyński „Paweł”, składał się w większości z pracowników kolei.
- Pluton 202 – dowódca st. sierż. Tadeusz Magier „Żytomirski”;
- Pluton 204 – dowódca ppor. Jan Zdziernicki „Bogdan” (aresztowany w 1942), ppor. Wacław Wysocki „Piotr”;
- Pluton 206 – dowódca ppor. Witold Jabłonowski-Grzymała „Marek”;
- Pluton 207 dowódca NN „Zdzisław”[4].

Do końca 1941 stan oddziału wynosił 250 żołnierzy. W pierwszej połowie 1942 przydzielono do oddziału pluton młodzieży z organizacji Polska Niepodległa złożonej z młodzieży Bielan i z Marymontu, tworząc Pluton 203 pod dowództwem chor. Michała Hurła „Vis”.
Po zmianach w kierownictwie rejonu w 1942 dowództwo oddziałów 25 lipca 1942 objął por. Marian Kamiński „Jur”. W 1943 utworzono dwa nowe plutony:
- Pluton 208 – dowódca por. Stanisław Witomski „Jacek”. Pluton złożony był z policjantów Policji Polskiej GG;
- Pluton 209 – dowódca st. sierż. Władysław Bożyk „Bondar” z Polskiej Organizacji Zbrojnej[5].

Na przełomie 1942 i 1943 w skład rejonu włączono pododdział NSZ pchor. Jerzego Lubelskiego „Wojciecha”, który utworzył Pluton 205, oraz sformowano pluton pracowników kolei 210.

### Organizacja i obsada personalna Zgrupowania 31 lipca 1944
Oddziały rejonu liczyły łącznie 874 żołnierzy, w tym 32 oficerów, 54 podchorążych, 276 podoficerów, 460 szeregowych i 52 kobiety z WSK. W składzie Zgrupowania 671 żołnierzy stanowiło I rzut, zaś 240 wchodziło w skład oddziałów drugiego rzutu WSOP.
Zgrupowanie 31 lipca 1944 posiadało następujące uzbrojenie: 2 granatniki PIAT z 16 nabojami, 1 ckm (1145 naboi), 2 lkm (980 naboi), 52 kb (2598 naboi), 12 pistoletów maszynowych (8323 naboi), 66-69 pistoletów (2360 naboi), 1094 granaty ręczne, 129 butelek z benzyną.
Dowództwo Zgrupowania
- dowódca – kpt. Marian Kamiński „Żaglowiec”;
- zastępca dowódcy i adiutant – ppor. Stefan Szuba „Leszcz”;
- lekarz – ppor. Jerzy Szawdyn „Sosna”;
- p.o. kwatermistrza – chor. Józef Klak „Fenicz”;
- kapelan – ks. Stefan Sydry „Karol”;
- oficer pionierów – st. sierż. Jan Chylak „Olek”;
- oficer łączności – sierż. pchor. / ppor. Eugeniusz Piotrowski „Gama”[8];

Poczet dowódcy i kwatermistrzostwo liczył 2 oficerów, 27 podoficerów, 10 szeregowych i 10 kobiet z WSK.
Oddziały bojowe
- Zgrupowanie I – dowódca por. rez. Eugeniusz Muszyński „Paweł”; Zgrupowanie liczyło 101 żołnierzy (w tym 6 oficerów, 1 podchorąży, 56 podoficerów, 35 szeregowych i 3 kobiety z WSK[6].
  - Pluton 201 – dowódca – por. Marian Kowalski „Arnold”;
  - Pluton 210 – dowódca sierż. Edward Knyszewski „Wierny”;
- Zgrupowanie II – dowódca ppor. Michał Hurła „Vis”; Zgrupowanie liczyło 149 żołnierzy (w tym 2 oficerów, 31 podchorążych, 29 podoficerów, 84 szeregowych i 3 kobiety z WSK[6]. Zgrupowanie posiadało 4 pistolety maszynowe, 17 pistoletów, 23 karabiny, 12 granatników PIAT (16 szt. amunicji), 307 granatów i 25 butelek zapalających[9].
  - Pluton 203 – dowódca por. Adam Szalankiewicz „Kozica”;
  - Pluton 205 – dowódca kpr. pchor. Wojciech Lubelski „Wojciech”;
- Zgrupowanie III – dowódca ppor. rez. Jan Marczewski „Cap”; Zgrupowanie liczyło 125 żołnierzy (w tym 1 oficera, 9 podchorążych, 18 podoficerów, 89 szeregowych i 8 kobiet z WSK[6].
  - Pluton 207 – dowódca st. sierż. Antoni Bardon „Maj”;
  - Pluton 209 – dowódca st. sierż. Władysław Bożyk „Bondar”;
- Zgrupowanie IV – dowódca por. Stanisław Witomski „Jacek”; Zgrupowanie liczyło 107 żołnierzy (w tym 2 oficerów, 5 podchorążych, 68 podoficerów, 27 szeregowych i 5 kobiet z WSK[6]. Pluton 208 posiadał 1 lekki karabin maszynowy, 2 pistolety maszynowe, 2 karabiny, 2 pistolety, 91 granatów i 24 butelki zapalające[10].
  - Pluton 206 – dowódca ppor. Witold Jabłonowski „Marek”
  - Pluton 208 – dowódca – por. Stanisław Witomski „Jacek”

oraz podległe dowództwu:
- Pluton 202 CKM – dowódca ppor. Tadeusz Magier „Żytomirski”; Pluton liczył 25 żołnierzy, w tym 1 podchorążego, 12 podoficerów i 12 szeregowych[6]. Dowódca 1 drużyny – plut. Franciszek Malanowski „Kruta”
- Pluton 204 – dowódca ppor. Wacław Wysocki „Piotr”; Pluton liczył 35 żołnierzy, w tym 1 oficera, 3 podchorążych, 14 podoficerów, 16 szeregowych i 1 kobieta z WSK[6]. Pluton posiadał 1 pistolet maszynowy, 6 karabinów, 10 pistoletów, 71 granatów i 25 butelek zapalających[10]
- Pluton Łączności – dowódca sierż. pchor./ppor. Eugeniusz Piotrowski „Gama”; Pluton liczył 27 żołnierzy, w tym 1 podchorąży, 4 podoficerów, 19 szeregowych i 3 kobiet z WSK[6].
- Pluton Pionierów – dowódca st. sierż. Jan Chylak „Olek”. Pluton liczył 16 żołnierzy, w tym 6 podoficerów, 5 szeregowych i 5 kobiet z WSK[11][6].

Zgrupowanie WSOP „Niagara”
- dowódca zgrupowania – kpt. Nikita Szaleńczak-Jurczenko „Sokół”;
- zastępca dowódcy – ppor. Władysław Jasiński „Topór”;
- Pluton 280 – dowódca ppłk st. spocz. art. Tadeusz Leon Scheybal;
- Pluton 281 – dowódca por. rez. kaw. Stanisław Drozdowicz „Jastrzębiec”;
- Pluton 282 – dowódca por. Władysław Jasiński „Topór”;
- Pluton 283 – dowódca ppłk w st. spocz. piech. Wiktor Drobyszewski „Nos”;
- Pluton 284 – dowódca por. NN „Śmiały”;
- Pluton 285 – dowódca NN „Strzemię”;
- Pluton 286 – dowódca ppłk NN „Doliwa”;

Oddziały WSOP liczyły 195 żołnierzy, w tym 18 oficerów, 3 podchorążych, 21 podoficerów, 139 szeregowych i 14 kobiet z WSK, natomiast plutony Użyteczności Publicznej liczyły 45 żołnierzy, w tym 21 podoficerów i 24 szeregowych.

### Zadania na godzinę „W”
Dla zgrupowania ustalono następujące bojowe zadania w godzinie „W”:
- Plutony 201 i 210 kolejowe, miały opanować Dworzec Gdański – miejsce koncentracji przy ul. Inflanckiej w betoniarni za Dworcem[12]. Po zdobyciu dworca, oddziały miały obsadzić urządzenia stacyjne, a następnie nawiązać łączność ze stacją towarową Warszawa Praga. Po wykonaniu tych zadań miało nastąpić wydzielenie parowozu z kilkoma pustymi lorami do dyspozycji pododdziałów walczących z oddziałami w Instytucie Chemicznym, oraz drugiej do wsparcia walczących o Fort Bema w 4 Rejonie[13].
- Plutony 203 i 205 miały zaatakować Bramę nr 2 Cytadeli Warszawskiej – miejsce koncentracji przy ul. Krajewskiego i ul. Dymińskiej;
- Plutony 207 i 209 miały zdobyć Fort Traugutta i Fort Legionów – miejsce koncentracji w rejonie ul. Krajewskiego;
- Pluton 202 miał wesprzeć ogniem karabinów maszynowych natarcie na Cytadelę i Fort Traugutta – miejsce koncentracji w rejonie ul. Krajewskiego;
- Pluton 204 miał opanować most kolejowy przy Cytadeli – miejsce koncentracji w rejonie ul. Krajewskiego;
- Plutony 206 i 208 miały zaatakować Instytut Chemii – miejsce koncentracji ul. Wyspiańskiego;
- Pluton saperów otrzymał zadanie zniszczenia podstacji telefonicznej i wysadzenia mostu kolejowego przy ul. Krajewskiego[12].

## Udział w powstaniu warszawskim
1 sierpnia o godz. 17 oddziały zgrupowania przystąpiły do realizowania działań. Zgrupowaniem dowodził chor. Szuba „Leszcz”, z uwagi na fakt odcięcia dowódcy zgrupowania od oddziałów. Plutony 201 i 210 zdobyły bunkier przy Dworcu Gdańskim, jednak wskutek przeważających sił niemieckich oddziały zostały rozbite, zaś niedobitki wycofały się w stronę Starego Miasta. Zginął m.in. dowódca plutonu 210. W tym samym czasie na Fort i Park Traugutta uderzyły plutony 207 i 209. Oba plutony zostały zatrzymane przez ogień nieprzyjaciela i praktycznie przestały istnieć (z plutonu 209 zostało zaledwie 4 żołnierzy). Do fosy fortecznej dotarła jedynie jedna drużyna dowodzona przez plut. pchor. Henryka Borkowskiego „Beton” uzbrojona jedynie w 64 granaty. Drużyna wycofała się dopiero w nocy ok. godz. 1.00. Plutony 206 i 208 nie podjęły działania ataku na Instytut Chemiczny ze względu na minimalne stawiennictwo. W tym samym czasie pluton 204 wyruszył z ul. Krajewskiego celem zdobycia mostu kolejowego. Od razu znalazł się w ogniu nieprzyjaciela z Cytadeli. Po wyruszeniu innych oddziałów na Cytadele udało się im wycofać na stanowiska wyjściowe. Ok. 17.30 ruszył atak Plutonów 203 i 205 na Bramę nr 2 Cytadeli, wspierany ogniem Plutonu 202, jednak nie udało się sforsować bramy. Ranny został dowódca chor. Szuba „Leszcz”. Ok. 23 zanikła działalność bojowa obu stron. W nocy żołnierze zgrupowania wraz z innymi oddziałami Obwodu Żoliborz wycofali się z Warszawy w stronę Puszczy Kampinoskiej. Na Żoliborzu pozostała jedynie drużyna pchor. Borkowskiego „Beton”, która przyłączyła się do oddziału rtm. Rzeszotarskiego „Żmija”.
W nocy z 4 sierpnia oddziały powróciły na Żoliborz. Zgrupowanie w składzie 138 osób (4 oficerów, 17 podchorążych, 38 podoficerów, 64 szeregowych i 15 kobiet) objęło odcinek południowy obejmujący: domy przy al. Wojska Polskiego 29 i 31, gmach „Poniatówki” oraz ul. gen. Zajączka do wylotu ul. Czarnieckiego (Pluton 202), barykadę przy ul. Mierosławskiego-Czarnieckiego i dozorowanie wschodniej strony Żoliborza oficerskiego (Pluton 204) odcinek od ul. Czarnieckiego-Zajączka do ul. Skwarczyńskiego włącznie w kierunku Dworca gdańskiego i Cytadeli. Oddział WSOP kpt. „Sokoła” obsadził budynek „PAST-y” przy ul. Felińskiego 39.
9 sierpnia 1944 Zgrupowanie ujawniło się jako 21 Warszawski Pułk Piechoty „Dzieci Warszawy”.
Znaczącym wysiłkiem bojowym „Żaglowca” były dwa, nieudane, nocne natarcia na Dworzec Gdański przeprowadzone z 20 na 21 sierpnia, podczas próby przebicia się oddziałów z Puszczy Kampinoskiej z odsieczą dla upadającego Starego Miasta.
W trakcie powstania zginęło 180 żołnierzy Zgrupowania, 45 zaginęło, zaś 45 było rannych.